# Edvard Kilpeläinen

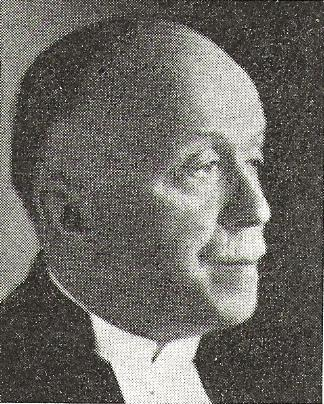
Edvard Kilpeläinen

Kaarlo Edvard Kilpeläinen, född 4 oktober 1879 i Nastola, död 28 mars 1941 i Helsingfors, var en finländsk kyrkoman och politiker.
Kilpeläinen prästvigdes 1903, var kyrkoherde och prost i Bjärnå 1926–31 och i Raumo från 1931. Han var ledamot av kyrkomötena 1918, 1923 och 1928, av riksdagen för Finska nationella samlingspartiet 1922–27 samt åter från 1929, och Finlands socialminister 1931–32.